# Пресное тесто
Пре́сное те́сто — бездрожжевое тесто. Применяется для изготовления макаронных изделий, пресных видов лепёшек (лаваша), оболочки пельменей, чебуреков.

## История
Из известных на сегодняшний день сортов теста пресное является наиболее древним. Самый простой его вариант, состоящий из муки и воды, появился в Древнем Египте более 3 тыс. лет до н. э. и получил широкое распространение. Из пресного теста готовили различные изделия (в основном всевозможные лепёшки). В дальнейшем, однако, пресное тесто начало постепенно вытесняться квасным.

## Тесто
Существуют 2 разновидности пресного теста — обыкновенное и сдобное.
Обыкновенное пресное тесто состоит из пшеничной муки, соли и воды. Мука просеивается через сито, в неё добавляются вода и соль. Затем тесто замешивают до однородного состояния, разделяют на несколько частей, выдерживают некоторое время и раскатывают.
В состав сдобного пресного теста входят пшеничная мука, сливочное масло, яйцо, молоко (или сливки), сметана, сахар, соль и сода. В растопленное масло добавляют молоко, сметану, яйцо, сахар и соль, перемешивают и добавляют муку, смешанную с содой.